# Francesco Spinelli (politico 1820)
Francesco Spinelli (Napoli, 19 luglio 1820 – Napoli, 8 giugno 1897) è stato un politico italiano.

## Biografia
Conte di Acerra, nacque a Napoli, di nobile famiglia. È stato sindaco di Napoli dal 1872 al 1874. Fu eletto senatore del Regno d'Italia dal 1892 al 1897, anno della sua scomparsa.
Fu membro di diverse istituzioni, come del comizio agrario di Napoli, del consiglio direttivo degli educatori femminili di Napoli,
soprintendente dell'Ospedale degli Incurabili di Napoli. Fu anche presidente generale dell'Esposizione di Belle Arti di Napoli. Possedeva vaste proprietà fondiarie nella storica tenuta di famiglia, la contea di Acerra.

## Onorificenze
- Commendatore dell'Ordine della Corona d'Italia, 2 gennaio 1873
- Grande ufficiale dell'Ordine della Corona d'Italia, 1874
- Grande ufficiale dell'Ordine dei SS. Maurizio e Lazzaro, 1877
- Grande ufficiale dell'Ordine di San Stanislao (Russia), 1874
- Primicerio dell'Augustissima Arciconfraternita della Santissima Trinità dei Pellegrini e Convalescenti di Napoli dal 1891 al 1894